# Morong (Bataan)
Pour les articles homonymes, voir Morong.
Morong est une municipalité de la province de Bataan, aux Philippines. Morong était autrefois connu sous le nom de Moron. Selon le recensement de 2010, il a une population de 26,171 personnes. La municipalité est accessible via l'autoroute provinciale de Bataan.

## Autres projets
.